# Seznam ostrovů Austrálie
Seznam ostrovů Austrálie (anglicky ostrov - island).

## Podle rozlohy
Tabulka obsahuje přehled ostrovů Austrálie s plochou přes 10 km².
| #  | ostrov               | ostrov (anglicky)      | stát/teritorium                      | rozloha (km²) | max.nadm.výška (m) |
| -- | -------------------- | ---------------------- | ------------------------------------ | ------------- | ------------------ |
| 1  | Tasmánie             | Tasmania               | Tasmánie                             | 64 519        | 1614               |
| 2  | Melvillův ostrov     | Melville Island        | Severní teritorium                   | 5765          | ?                  |
| 3  | Klokaní ostrov       | Kangaroo Island        | Jižní Austrálie                      | 4405          | 307                |
| 4  | Groote Eylandt       | Groote Eylandt         | Severní teritorium                   | 2285          | ?                  |
| 5  | Bathurstův ostrov    | Bathurst Island        | Severní teritorium                   | 1693          | ?                  |
| 6  | Fraser               | Fraser Island          | Queensland                           | 1653          | 260                |
| 7  | Flinders             | Flinders Island        | Tasmánie                             | 1359          | 756                |
| 8  | King                 | King Island            | Tasmánie                             | 1091          | ?                  |
| 9  | Mornington           | Mornington Island      | Queensland                           | 1002          | 150                |
| 10 | Montague             | Montague Island        | Queensland                           | 815           | ?                  |
| 11 | Ostrov Dirka Hartoga | Dirk Hartog Island     | Západní Austrálie                    | 620           | ?                  |
| 12 | Cape Barren          | Cape Barren Island     | Tasmánie                             | 478           | 687                |
| 13 | Hinchinbrook         | Hinchinbrook Island    | Queensland                           | 399           | ?                  |
| 14 | Heard                | Heard Island           | Heardův ostrov a McDonaldovy ostrovy | 378           | 2745               |
| 15 | Bruny                | Bruny Island           | Tasmánie                             | 370           | ?                  |
| 16 | Croker               | Croker Island          | Severní teritorium                   | 332           | 15                 |
| 17 | Howard               | Howard Island          | Severní teritorium                   | 280           | ?                  |
| 18 | Elcho                | Elcho Island           | Severní teritorium                   | 278           | ?                  |
| 19 | Vanderlin            | Vanderlin Island       | Severní teritorium                   | 264           | ?                  |
| 20 | Marchinbar           | Marchinbar Island      | Severní teritorium                   | 211           | ?                  |
| 21 | Prince of Wales      | Prince of Wales Island | Queensland                           | 205           | ?                  |
| 22 | Barrow               | Barrow Island          | Západní Austrálie                    | 202           | ?                  |
| 23 | Moa                  | Moa Island             | Queensland                           | 172           | ?                  |
| 24 | French               | French Island          | Victoria                             | 167           | ?                  |
| 25 | Moreton*             | Moreton Island         | Queensland                           | 168           | ?                  |
| 26 | Vánoční ostrov       | Christmas Island       | Vánoční ostrov                       | 135           | 361                |
| 27 | West Island          | West Island            | Queensland                           | 132           | ?                  |
| 28 | Macquarie            | Macquarie Island       | Tasmánie                             | 123           | ?                  |
| 29 | Bickerton            | Bickerton Island       | Severní teritorium                   | 119           | ?                  |
| 30 | Whitsunday           | Whitsunday Island      | Queensland                           | 109           | ?                  |
| 31 | Saibai               | Saibai Island          | Queensland                           | 108           | ?                  |
| 32 | Phillip*             | Phillip Island         | Victoria                             | 100           | ?                  |
| 33 | Badu                 | Badu Island            | Queensland                           | 98            | ?                  |
| 34 | Raragala             | Raragala Island        | Severní teritorium                   | 89            | ?                  |
| 35 | South West Island    | South West Island      | Severní teritorium                   | 89            | ?                  |
| 36 | Centre               | Centre Island          | Severní teritorium                   | 88            | ?                  |
| 37 | Inglis               | Inglis Island          | Severní teritorium                   | 84            | ?                  |
| 38 | Boigu                | Boigu Island           | Queensland                           | 72            | ?                  |
| 39 | North Island         | North Island           | Queensland                           | 55            | ?                  |
| 40 | Horn                 | Horn Island            | Queensland                           | 54            | ?                  |
| 41 | Magnetický ostrov*   | Magnetic Island        | Queensland                           | 52            | ?                  |
| 42 | Drysdale             | Drysdale Island        | Severní teritorium                   | 50            | ?                  |
| 43 | Norfolk*             | Norfolk Island         | Norfolk                              | 34,6          | 319                |
| 44 | Rottnest*            | Rottnest Island        | Západní Austrálie                    | 19            | ?                  |
| 45 | Ostrov lorda Howa*   | Lord Howe Island       | Nový Jižní Wales                     | 14,6          | 875                |

## Podle států a teritorií

### Austrálie území hlavního města
- Aspen Island
- Bowen Island (na území teritoria Jervisovy zátoky)
- Spinnaker Island
- Springbank Island

### Nový Jižní Wales
- Clark Island
- Cockatoo Island
- Dangar Island
- Darling Island - již není ostrovem
- Garden Island - již není ostrovem
- Glebe Island - již není ostrovem
- Goat Island
- Lion Island
- Long Island - již není ostrovem
- Ostrov lorda Howa (Lord Howe Island)
- Ball's Pyramid
- Montague Island
- Fort Denison - také známý pod názvem Pinchgut
- Rodd Island
- Scotland Island
- Shark Island
- Snapper Island
- Spectacle Island (Hawkesbury) (na řece Hawkesbury)
- Spectacle Island (Sydneyy) (v přístavu v Sydney)
- Solitary Islands
- Woodford Island

### Severní Teritorium
- Bathurstův ostrov (Bathurst Island)
- Croker Island
- Groote Eylandt - z holandského „velký ostrov“
- Melvillův ostrov (Melville Island)
- Sir Edward Pellew Group
- Wessel Islands

### Queensland
- Bay Islands
- Russell Island
- Bishop Island
- Bribie Island
- Brisk Island
- Curacoa Island
- Daydream Island
- Dunk Island
- Esk Island
- Eclipse Island
- Fantome Island
- Falcon Island
- Fisherman's Island
- Fitzroy Island
- Fraser Island
- Great Keppel Island
- Green Island
- Hamilton Island
- Ostrov Heron (Heron Island)
- Hinchinbrook Island
- Ostrov Lady Elliot (Lady Elliot Island)
- Ostrov Lady Musgrave (Lady Musgrave Island)
- Lizard Island
- Magnetický ostrov (Magnetic Island)
- Moreton Island
- Mornington Island
- North Stradbroke Island
- Northumberland Islands
- Orpheus Island
- Palm Island
- Pelorus Island
- Restoration Island
- Snapper Island
- South Stradbroke Island
- Sunday Island
- Torres Strait Islands
- Ostrov Thursday (Thursday Island)
- Wellesley Islands
- Whitsunday Islands

### Jižní Austrálie
- Klokaní ostrov (Kangaroo Island)

### Tasmánie
- Bruny Island
- Cape Barren Island
- Clarke Island
- De Witt Island
- Flinders Island
- King Island
- Louisa Island
- Maatsuyker Islands
- Macquarie Island
- Maria Island

### Victoria
- Anser Island
- Barrallier Island
- Bennison Island
- Chinaman Island
- Churchill Island
- Corner Island
- Duck Island
- Elizabeth Island
- French Island
- Gabo Island
- Griffith's Island
- Herring Island
- Joe Island
- Kanowna Island
- Lady Julia Percy Island
- Mud Islands
- Norman Island
- Phillip Island
- Raymond Island
- Rodondo Island
- Rotamah Island
- Shellback Island
- Sunday Island
- Swan Island
- Tullaberga Island

### Západní Austrálie
- Archipelago of the Recherche
- Barrow Island
- Bonaparte Archipelago
- Buccaneer Archipelago
- Cockatoo Island
- Cape Leeuwin Islands
- Carnac Island
- Dampier Archipelago
- Rosemary Island
- Dirk Hartog Island
- Garden Island
- Houtman Abrolhos
- Lacepede Islands
- Molloy Island
- Montebello Islands
- Ostrov Rottnest (Rottnest Island)
- Rowley Shoals
- Scott and Seringapatam Reefs

### Vnější teritoria
- Ashmorův a Cartierův ostrov (Ashmore and Cartier Islands)
- Vánoční ostrov (Christmas Island)
- Kokosové ostrovy (Cocos (Keeling) Islands o North Keeling Island)
- Ostrovy Korálového moře (Coral Sea Islands)
- Heardův ostrov a McDonaldovy ostrovy (Heard Island and McDonald Islands)
- Norfolk (Norfolk Island o Phillip Island)